# Elaphandra patentipilis
Elaphandra patentipilis là một loài thực vật có hoa trong họ Cúc. Loài này được (S.F.Blake) Pruski & G.P.Méndez mô tả khoa học đầu tiên năm 2001.